# Кормано
Корма̀но (на италиански: Cormano, на западноломбардски: Curmàn, Курман) е град и община в Северна Италия, провинция Милано, регион Ломбардия. Разположен е на 149 m надморска височина. Населението на общината е 19 799 души (към 2013 г.).